# Cailey Fleming
Pour les articles homonymes, voir Fleming.
Cailey Fleming est une actrice américaine née le 28 mars 2007 à Picayune au Mississippi.

## Filmographie

### Court métrage
- 2016 : Memoir de Mark Slutsky : Obee

### Longs métrages
- 2015 : Star Wars, épisode VII : Le Réveil de la Force de J. J. Abrams : Rey, enfant
- 2016 : The Book of Love de Bill Purple : Millie à 9 ans
- 2017 : Riposte armée de John Stockwell : Danielle
- 2017 : Desolation de David Moscow : Grace
- 2018 : Hover de Matt Osterman : Greta Dunn
- 2018 : Peppermint de Peter Berg : Carly North
- 2019 : Star Wars, épisode IX : L'Ascension de Skywalker de J. J. Abrams : Rey, enfant
- 2024 : Blue et Compagnie (IF) de John Krasinski : Bea

### Séries télévisées
- 2015 : One Mississippi : Tig (enfant) (1 épisode)
- 2017 : Preacher : Susie (1 épisode)
- 2017 : Better Things : Sorrow (4 épisodes)
- 2019 : Creepshow (série télévisée) : Evie (1 épisode)
- 2018-2022 : The Walking Dead : Judith Grimes (32 épisodes, récurrente saison 9, principale saisons 10 et 11)
- 2021 : Loki : Sylvie (enfant) (1 épisode)
- 2024 : The Walking Dead: The Ones Who Live : Judith Grimes (invitée, 1 épisode)